# Australomimetus andreae
Australomimetus andreae är en spindelart som beskrevs av Stefan Heimer 1989. Australomimetus andreae ingår i släktet Australomimetus och familjen kaparspindlar.
Artens utbredningsområde är Queensland. Inga underarter finns listade.